# Digital Game-based Learning
Digital Game-based Learning abgekürzt DGBL ist, abstrakt bezeichnet, die Verschmelzung (Synthese) von Wissensvermittlung und Spielen (als Form von „aktiver Unterhaltung“, engl. gameplay) von Computer- und Videospielen. Konkret versucht DGBL das Lern- und Motivationpotential von digitalen Spielen, zum Erlernen von „realem“ Wissen zu verwenden, welches auch über das Spiel hinaus genutzt werden kann, etwa durch Vermittlung von Schulwissen, z. B. ein Spiel, welches einem neue Vokabeln in einer Fremdsprache beibringt, bei dem jedoch für den Spieler nicht das Vokabellernen, sondern das Spiel (der Spielspaß) im Vordergrund seiner Motivation steht.
Die Verwendung von DGBL soll dadurch Möglichkeiten schaffen, welche herkömmliche Lernmethoden nicht bieten. Beispielsweise soll der Leistungsdruck im digitalen Spiel positive und damit lernfördernde Effekte haben, im Gegensatz zum negativ wahrgenommen / lernhemmenden Leistungsdruck bei herkömmlichen Lernmethoden. Im Idealfall sollte der Spielspaß von Lernspielen aus dem DGBL ebenso hoch sein wie der Spielspaß aus regulären Computerspielen die keine wesentlichen Lerneffekte erzielen, welche auch über das Spiel hinaus Anwendung finden. In diesem Fall würde der Spieler das Spiel auch noch spielen, auch wenn die Motivation zum Lernen der Vokabeln keine Rolle spielt.
Der Begriff DGBL wurde besonders durch Marc Prensky in seinem gleichnamigen Buch (2001) geprägt.

## Einordnung des Begriffes
DGBL kann als Teil/Unterbereich zum Edutainment sowie zum E-Learning gezählt werden. Edutainment vereint Bildung (Education) und Unterhaltung (Entertainment). Zu diesen gehören neben digitalen Lernspielen aus dem DGBL auch nicht-digitale Lernspiele, Lernvideos etc. Bei E-Learning hingegen kommen im Gegensatz zum DGBL auch digitale Medien ohne Spielanteil zum Einsatz.

## Typen von Lernspielen
Abhängig von der Zielgruppe unterscheiden sich digitale Lernspiele in Art und Ausrichtung ihrer Elemente. Beim Computer-based Training (CBT), Web-based Training (WBT) sowie virtuellen Lernwelten stehen die Lerninhalte im Vordergrund, weshalb diese Formen zwischen E-Learning und DGBL einzuordnen sind. „Ordentliche“ Lernspiele wie Addy oder Meister Cody ‒ Talasia, die gezielt unter Berücksichtigung pädagogischer Aspekte entwickelt wurden, sowie kommerzielle Videospiele wie SimCity, bei deren Entwicklung Lerneffekte keine Rolle spielten, bilden die typischen Vertreter von Lernspielen im Sinne des DGBL.

## Designkriterien für DGBL
Digitale Lernspiele basieren auf den folgenden Merkmalen für Spiele im allgemeinen Sinne:
- Eine den Rahmen vorgebende Spielidee, welche mit spannungsinduzierenden Elementen für Motivation sorgt
- Spielregeln, welche den Ablauf des Spiels steuern
- Eine Handlungssituation, die ein hohes Maß an aktiver Beteiligung erfordert
- Die Abwesenheit von Erwartungen an Nutzen und Ergebnisse des Spiels – Spielen als Zweck an sich

Zu diesen Merkmalen kommen bei digitalen Lernspielen nun noch didaktische Prinzipien hinzu, welche das Ziel verfolgen, dem Spielenden Wissen zu vermitteln. Das Verhältnis zwischen Spielelementen und Lerninhalten entscheidet über Effektivität und Unterhaltungswert von Lernspielen. Hier muss eine Balance gefunden werden: Das Spiel sollte unterhalten, um den Spieler möglichst lange an das Spiel und somit an den Lernprozess zu binden – die Wissensvermittlung sollte aber auch konstant und in ausreichendem Maß gewährleistet sein. Zu den didaktischen Aspekten zählen:
- Zielgruppenanpassung und Identifikation des Lernbedarfs
- Analyse der vorhandenen Lernmotivation der Zielgruppe
- Didaktische Gestaltung einer Lernspielumgebung

Das wichtigste aller didaktischen Elemente ist die Motivation. Wer Spaß beim Lernen hat, lernt länger. Lernen aus eigenem Antrieb ist der Schlüssel zu erfolgreichem Lernen. Zur Motivation kommen folgende Elemente zum Einsatz:
- Sichtbarkeit der Konsequenzen des eigenen Handelns
- Neugierde – das Ausprobieren verschiedener Vorgehensweisen
- Wechsel von Anspannung (Herausforderung) und Entspannung (Belohnung)
- Grafische Darstellung von Situationen

## Entwicklungsaufwand
Der Aufwand bei der Entwicklung von Lernspielen kann sehr unterschiedlich ausfallen. Während es für einfache Spielformen wie Quiz fertige Editoren gibt, muss der Entwickler beispielsweise für anspruchsvolle virtuelle Welten ein Repertoire von Entwicklungstools und Programmiersprachen verwenden. Hierbei muss er die oben genannten didaktischen Aspekte mit einfließen lassen. Das Hinzuziehen von Experten aus unterschiedlichen Bereichen wie z. B. Pädagogen, Spielentwicklern, Programmieren ist hierbei ratsam und häufig sogar unumgänglich.

## Ausblicke und Perspektiven
Kritiker bemängeln an herkömmlichen Lehrmethoden häufig die rezeptive, passive Rolle des Lernenden (sofern man von den moderneren Lehrmethoden wie Projektarbeit etc. absieht), durch welche „träges Wissen“ entsteht – Kenntnisse, die zwar theoretisch vorhanden sind, aber im konkreten Anwendungsfall nicht aktiviert werden können.
Durch DGBL kann der Lernende eine aktive Rolle übernehmen und neu gelerntes unmittelbar in einer virtuellen Umgebung umsetzen sowie die Konsequenzen seines Handelns erleben. Durch DGBL ist Lernen
- Aktiv
- Konstruktiv
- Selbstgesteuert
- Sozial (durch kooperative Spielszenarien)
- Emotional (durch Involvierung in die Handlung)
- Situiert (durch spezifischen Kontext)

Die Erwartungen an DGBL reichen von der Ergänzung der herkömmliche Lehrmethoden (z. B. durch Steigerung der Motivation) bis hin zu der Erschließung ein gänzlich neuen Lernmethode. Eine gesteigerte Lerneffizienz ist die Folge der Kombination von herkömmlichen Verfahren wie Lesungen und schriftlichen Unterlagen mit DGBL.